# ヤマト猛る!
『ヤマト猛る!』（ヤマトたける）は、宮下英樹による日本の漫画。『週刊ヤングマガジン』（講談社）において、2002年28号から2003年48号まで連載された。

## 概要
宮下英樹のデビュー連載。小兵の相撲部員を主人公とした高校相撲漫画で、「ずっとあたためていた作品」とのこと。副題は「ガリガリ土俵革命児」。単行本の1巻2巻同時発売を記念し、特製座布団「金色おザブ」が抽選で500名にプレゼントされた。

## ストーリー
茨垣（ばらがき）高校1年・和泉大和（いずみやまと）。幼いころは小さい体で誰よりも強かったが、体格に恵まれないまま今では相撲部最弱部員となっていた。それでも相撲への情熱は衰えず、持ち前の優れた身体能力と天性の相撲勘、新たに身に付けた“突っ張りケンポー”で、巨漢の猛者達に真っ向勝負を挑む。

## 登場人物
52話後半から年度が改まり、学年が1つ上がっている。特に断りがない場合は、年度が改まる前を基準として記述している。

### 主要人物
和泉 大和（いずみ やまと）
主人公。茨垣高校1年生。負けん気は人一倍だが、小柄な体格がハンデとなり負けっぱなし。厚い唇と眠そうな目をしており、性格は図太く無愛想。胃腸が過敏ですぐ腹を下すために太れない。中国拳法の打撃技・掌底に着想を得た“突っ張りケンポー”で急成長を遂げる。インターハイ県予選団体戦（以下県予選）では補欠とされたが、主将の司馬の故障により交代出場。「マワシをとって投げるのみ」と投げに拘っており、人並み外れた握力で右下手を取っての下手投げを得意とする。県予選では身長165cm体重60kg、辰巳山神事相撲では身長166cm体重64kg、年度が変わって身長170cm体重74kg。
長曽根 虎徹（ながそね こてつ）
茨垣高校1年生。不世出のOB・名関脇の虎ノ山を超える逸材と期待されており、1年にして実力的にはNo.1と県予選で先鋒を任される。県予選前に大和と居残り稽古を行い、“突っ張りケンポー”の実践練習に付き合う。大和に劣らず無愛想であり、相撲を始めてから笑った顔を一度も見たことがないとは虎徹の姉の言。小学生時代にわんぱく相撲大会で大和に負けた過去があり、心中には燻るものがある。特例として石沢工業の3校合同合宿に呼ばれる。ぶちかましからの押しが得意の型。県予選では身長183cm体重108kg、辰巳山神事相撲では身長184cm体重120kg。
紅井 霞（あかい かすみ）
大和の幼馴染み。拳法道場の娘で、見かけによらず気も腕っ節も強い。相撲しか頭にない大和に憎まれ口を叩きながらも、何かと世話を焼いている。大和が負けっぱなしで一向に強くならないことをもどかしく感じており、“突っ張りケンポー”習得のための特訓に付き合う。運動神経が良く、友人に勧められて陸上部のヘルプを始める。

### 相撲部

#### 茨垣高校
石川県立高校。かつては幾人もの名力士を角界に輩出していた相撲部だが、現在は部員が10人に満たず、指導者もいない。伝統の復活を目指す。
司馬 仲達（しば ちゅうたつ）
3年生で主将。身長185cm体重99kgで、県予選では大将を務める。2回戦で脱臼癖のある肩を痛めてしまったため、3回戦から大和と交代。
江藤 康平（えとう こうへい）
2年生。身長190cm体重130kgで、県予選では次鋒を務める。懐が深く、長身を生かしたかんぬきの体勢が得意の型。赤毛で色白。「ぐェへへへ」と笑う。司馬の引退後、新主将となる。
七福 神（しちふく じん）
2年生。身長172cm体重110kgで、県予選では中堅を務める。繋がり眉毛でヒゲが濃く、エビス顔。語尾に「ダス」と付ける。司馬や江藤らからは「神（じん）さん」と呼ばれている。
三平 三五郎（さんぺい さんごろう）
2年生。身長176cm体重121kgで、県予選では副将を務める。自力はあるがプレッシャーに非常に弱く、なかなか実力を発揮できない。江藤や七福と異なり、辰巳山神事相撲にも参加。無口であり、作中では一切発言していない。

#### 石沢工業高校
市立高校。通称“石工”。ここ数年県内で圧倒的な強さを誇っており、県予選でも破格の第1シード。毎年盆明けに県外の強豪2校を招き、3校合同合宿を行っている。1年生は5厘刈り。
権藤 大士（ごんどう ひろし）
3年生で主将。石工2枚看板の1人で、前年のインターハイ個人戦優勝。身長189cm体重155kgで、県予選では大将を務める。一発で吹き飛ばされ足折った者もいるとのことで、その強力な双手突きに県下で太刀打ちできる者はいないだろうと言われる。
鷲馬 泰一（わしま たいち）
2年生。石工2枚看板の1人で、前年のインターハイ個人戦ベスト4。身長181cm体重122kgで、県予選では先鋒を務める。2年にして石工のエースであり、県内に敵無しと言われるが相手の研究も怠らない。孟一郎曰く、「あの太り方で筋肉が浮き出るなんて高校生の体とは思えない」。ぶちかましが武器で、その常人離れした頭は“鉄球”と言われるほど。
七里 剣介（しちり けんすけ）
1年生。身長173cm体重72kgで、辰巳山神事相撲が高校初土俵。同じソップの大和に対抗意識を燃やす。見るからに体脂肪の少ない引き締まった体をしており、バネや柔軟性、俊敏性に優れる。変化を得意とし、大きな相手にスピードとテクニックで対抗。

#### その他
舛田 広也（ますだ こうや）
北国大山高校3年生。春の県大会個人戦第3位。県予選1回戦で長曽根と対戦。石工の鷲馬以外眼中にないと臨むものの電車道で負け、長曽根の強さを他選手や観客に印象付ける結果となる。
春木 稔／飯太（はるき みのる／いいた）
飯蛸高校の兄弟。それぞれ3年生と2年生。兄は県予選最重量の160kgで、団体戦で大和と対戦。弟は兄を凌ぐ器と言われており、辰巳山神事相撲で虎徹と対戦。
北新3人衆
新潟北新高校No.1でインターハイベスト8、“突きの黒サイ”・主将の清河、北新No.2でインターハイベスト32、“越後の黒熊”・ガブリ寄りの山南、北新No.3でインターハイベスト32、“黒牛の頭蓋骨”・牛頭こと伊東の3人。全国的にも名が知られている。3人とも色黒。3校合同合宿に参加。
一文字（いちもんじ）
東京天心高校2年生。インターハイ個人戦準優勝。ミリ単位で頭をずらし首を捻るぶちかましや、一発一発関節を極めるおっつけなど、高度で習得困難な技を会得している“天才”で、天心高校相撲部監督曰く、「相撲取りの天敵」。インターハイ出場者でもマワシに触れることすら困難なため、そのマワシは真っ白。観客の女学生になぜ相撲をやっているのだろうと疑問を持たれるほど美形でスタイルも良いが、それに対する江藤の答えは「天才だから」。3校合同合宿に参加。虎徹に天心高校への転校を勧める。
壬生（みぶ）
北海道五稜高校1年生。権藤、一文字を抑えインターハイ個人戦で優勝し、翌年も優勝候補の1人として出場。“死の右突っ張り”と言われるほど強力な突っ張りを放つ。ロシア人の血が入っているとのことで、身長2m超、体重200kg超。観客曰く、人のことを何とも思っていない感じで「心も体も化け物」。

### その他
紅井 孟一郎（あかい たけいちろう）
霞の兄。仕事の傍ら、中国武術を教える紅井ジムを運営。大和に中国武術への転向を勧める一方で、「大化けするかもしれない逸材」と見込んでいる。
艶福（えんぷく）
紅井ジムの受講生。酒癖が悪く、稽古前に酒を飲んで他の受講生にセクハラすることもしばしば。酔って霞に絡み、掌底で伸される。相撲で負け続けの大和は、小柄な霞が大柄な艶福を1発で倒すところにたまたま居合わせ、そこに活路を見出す。

## 書誌情報
宮下英樹 『ヤマト猛る!』 講談社〈ヤンマガKC〉、全6巻 
- 1. 2002年12月6日発行、ISBN 4-06-361078-0
  2. 2002年12月6日発行、ISBN 4-06-361087-X
  3. 2003年4月4日発行、ISBN 4-06-361124-8
  4. 2003年7月4日発行、ISBN 4-06-361142-6
  5. 2003年10月6日発行、ISBN 4-06-361164-7
  6. 2004年1月6日発行、ISBN 4-06-361198-1